# NGC 7511
NGC 7511 је спирална галаксија у сазвежђу Пегаз која се налази на NGC листи објеката дубоког неба.
Деклинација објекта је + 13° 43' 37" а ректасцензија 23h 12m 26,3s. Привидна величина (магнитуда) објекта NGC 7511 износи 14,0 а фотографска магнитуда 14,9. NGC 7511 је још познат и под ознакама UGC 12412, MCG 2-59-7, CGCG 431-12, IRAS 23099+1327, PGC 70691.